# Война за Акри
Война за Акри (исп. Guerra del Acre, также известная как Каучуковая война, а в Бразилии — как Революция Акри, порт. Revolução Acreana) — вооружённый пограничный конфликт из-за территориального спора между Бразилией и Боливией, также затронувший Перу. Конфликт проходил в две фазы в 1899—1903 годах (хотя основные боевые действия велись в 1903 году). Причиной стал спор обеих стран относительно контроля над территорией Акри, богатой каучуковыми деревьями (гевеей) и золотоносными месторождениями. Война завершилась победой Бразилии, последующей аннексией территорий Акри, на которые ранее распространялся суверенитет Боливии и Перу, и подписанием 17 ноября 1903 года Петрополисского соглашения.
Территория Акри имела богатые месторождения золота, а также обильные лесные ресурсы, главным образом каучуковых деревьев. С конца XIX и приблизительно до середины XX века гевея являлась важнейшим сырьём для развития автомобильной и транспортной промышленности, поскольку синтетический каучук, ныне используемый для изготовления шин, был тогда неизвестен.

## Предыстория

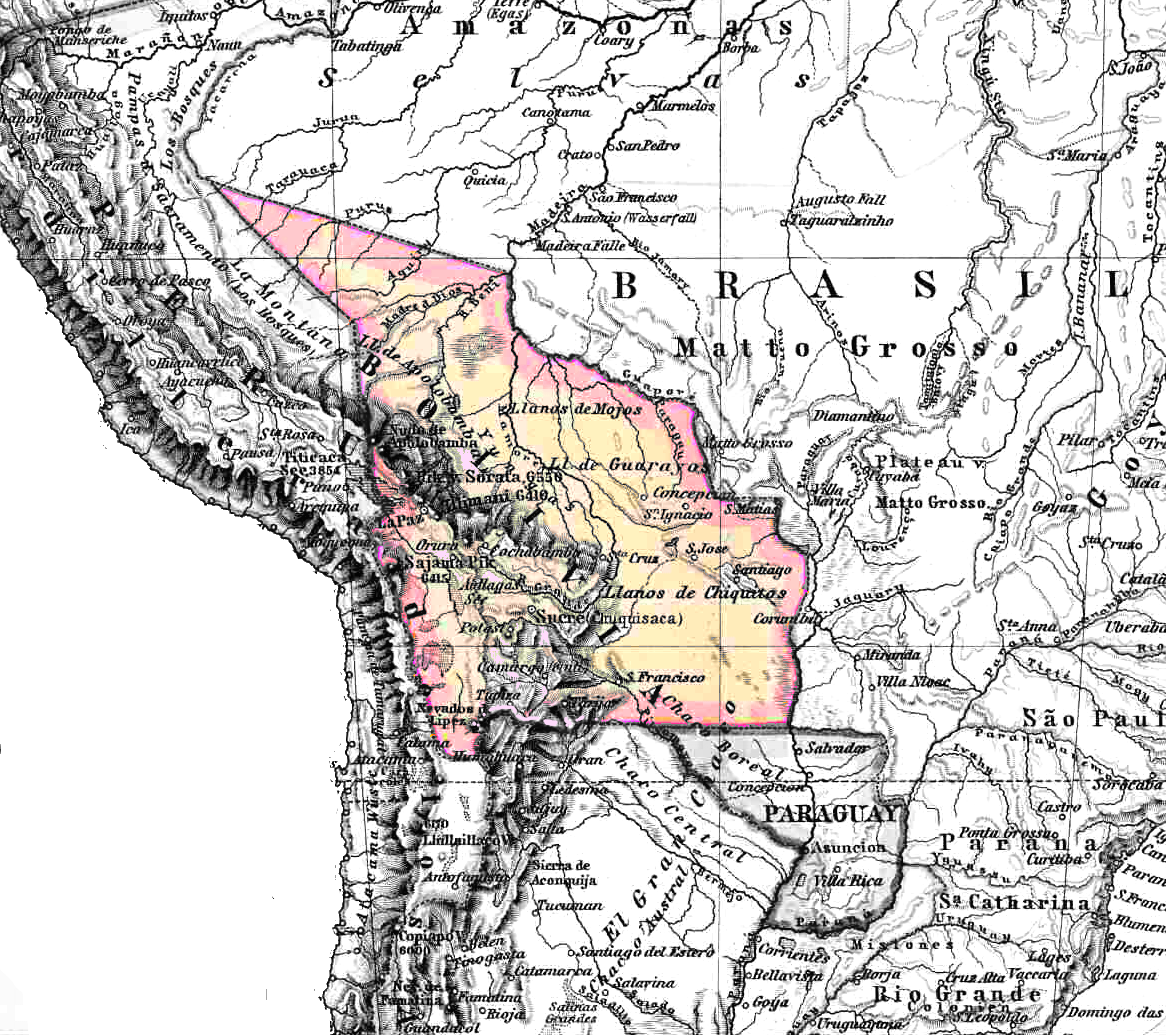
Территория Боливии до 1899 года

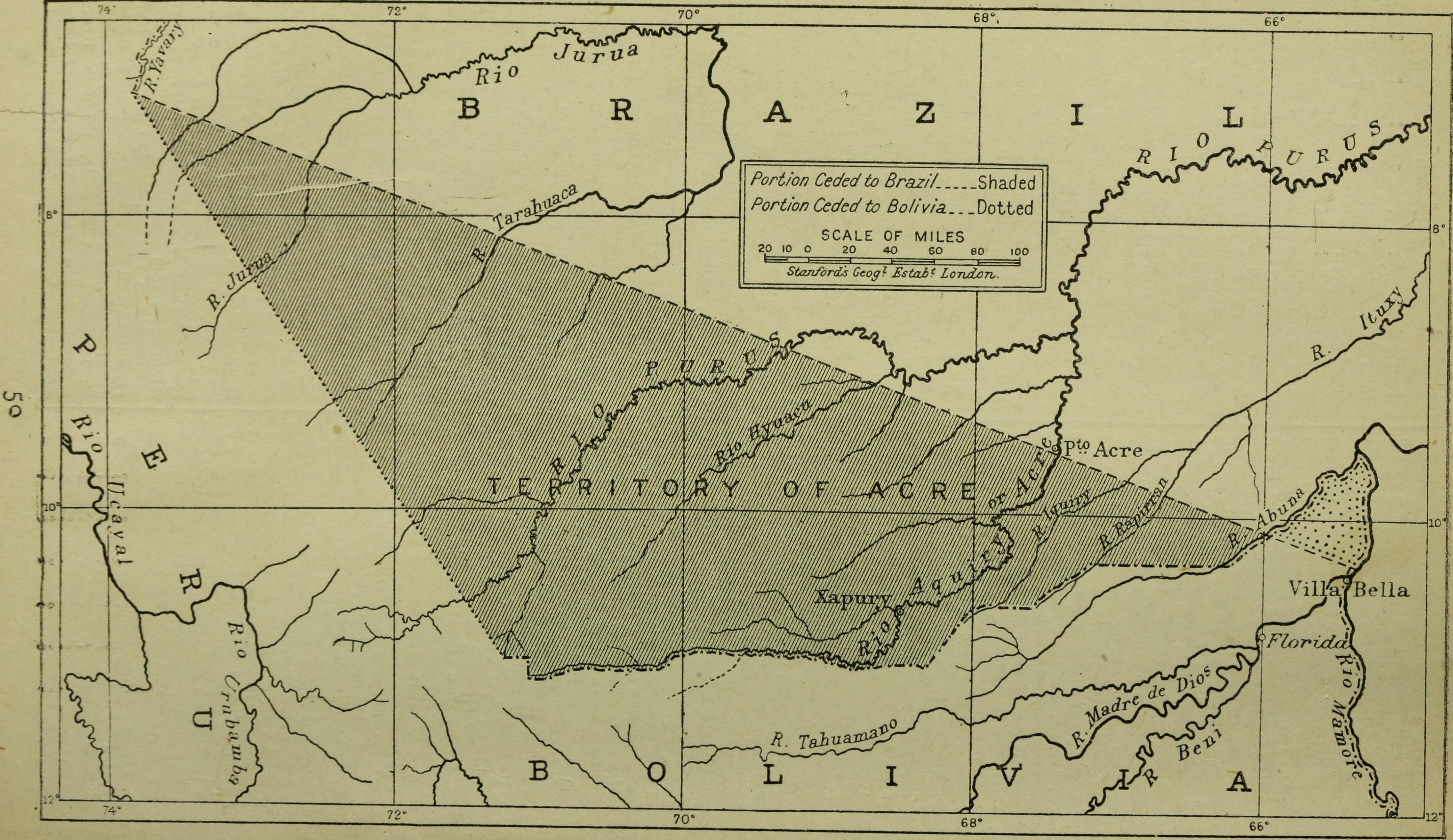
Территории, уступленные обеими сторонами по результатам войны

Границы между Боливией и Бразилией были установлены договором в Аякучо; при этом провинция Акри входила в состав Боливии. На тот момент она вызывала небольшой интерес по причине труднодоступности и казавшейся очевидной малой коммерческой привлекательности. Её население состояло из небольшого количества индейцев, чью национальность было сложно идентифицировать, а также совсем маленького количества бразильцев и боливийцев. После резкого скачка цен на каучук в конце XIX века более 18 тысяч авантюристов и переселенцев — главным образом из Бразилии — отправились в провинцию для добычи этого сырья. Дорог в ней практически не было, поэтому основными средствами передвижения служили речные пароходы, а чаще лодки и даже плоты.

## Боевые действия
2 января 1899 года боливийские власти установили в Акри таможни, что привело к возмущению среди бразильских переселенцев. 30 апреля последние под руководством адвоката Жозе Карвальу подняли восстание и изгнали боливийских чиновников. Для предотвращения их возвращения губернатор бразильского Амазонаса Жозе Кардозу Рамальу нанял отряд испаноязычных авантюристов под руководством Луиса Гальвеса, которые 4 июня 1899 года вступили в город Порто-Алонсо, переименовав его в Порто-Акри и провозгласив 14 июля так называемую Республику Акри, пользуясь покровительством властей Амазонаса. Однако 15 марта 1900 года бразильская военно-речная флотилия достигла Акри и свергла власть Гальвеса, поскольку бразильское правительство, руководствуясь договором в Аякучо, считало эту территорию боливийской. К этому времени боливийцы также собрали небольшую армию с целью вновь занять регион, однако им воспрепятствовали действующие в регионе бразильские сборщики каучука.
В ноябре 1900 года в Акри вновь вспыхнуло восстание бразильских переселенцев под руководством журналиста Орланду Корреа Лопеса, пользовавшегося поддержкой губернатора Амазонаса Сильвиу Нери. Восставшие, провозгласившие восстановление «Республики Акри» и объявившие президентом одного из своих лидеров по имени Карвалью Родригу, располагали лёгкой пушкой, пулемётом и силами примерно в 200 человек. Под Рождество они атаковали Порто-Алонсо, но были разбиты боливийскими войсками, лишившись своих орудий.
11 июня 1901 года правительство Боливии подписало соглашение с американской компанией из Нью-Джерси «Bolivian Trading Company», дававшее последней широкие привилегии для хозяйственной деятельности на территории Акри, включая право на эксплуатацию ресурсов региона в течение 30 лет и размещение там собственных вооружённых сил. Бразилия и Перу, также претендовавшие на территорию, выступили против подписания этого соглашения. Вскоре в Амазонас прибыли бразильский революционер Жозе Пласиду ди Каштру со своими людьми; в 1902 году сборщики каучука заключили с ним и его отрядом соглашение о совместной борьбе против боливийцев; к силам ди Каштру присоединилось более 2000 человек. Вооружив людей винтовками, ди Каштру начал наступление в 5 часов утра 6 августа 1902 года; отряд из 33 человек захватил боливийского наместника в его доме в городке Шапури, а находившиеся там боливийские солдаты также были арестованы. Однако 18 сентября на территорию Акри вошёл боливийский отряд численностью в 180 человек, разбивший плохо вооружённый авангард сил ди Каштру из 70 человек. Вместе с тем 10 мая 1902 года ди Каштру с отрядом численностью более 1000 человек осадил Порто-Алонсо, 14 октября захватив отдельные укрепления, а к 15 января 1903 года блокировав все выходы из города. К этому времени бразильцами уже были захвачены представительство американской компании и несколько небольших населённых пунктов вдоль по течению реки Акри. К 24 января под контролем ди Каштру находилась вся территория Акри, за исключением Порто-Алонсо, а 27 января было провозглашено восстановление Республики Акри во главе с президентом Родригушем Алвишем.
В конце января президент Боливии Хосе Мануэль Пандо решил лично возглавить колонну численностью 600 или 700 человек с целью освобождения Порто-Алонсо и восстановления власти в регионе. Они выдвинулись в поход и к 23 марта достигли Риберальты, заняв боевые позиции. Бразильское правительство ответило на это немедленным выдвижением войск к границам Мату-Гросу и Акри и мобилизацией 4000 человек. 2 апреля ди Каштру занял Порто-Алонсо. Пока отряд Пандо, потерявший от болезней и стычек с боевиками ди Каштру почти половину бойцов, вёл боевые действия, боливийское правительство уже 21 марта заключило с Бразилией предварительный мирный договор. В итоге президент с солдатами вернулся в Ла-Пас, а 17 ноября было подписано Петрополисское соглашение, закреплявшее вхождение территории Акри площадью 190 тысяч км² в состав Бразилии, но предоставлявшее Боливии ряд привилегий в регионе, денежную компенсацию и ряд территорий в штате Мату-Гроссу. После этого «Республика Акри» вошла в состав Бразилии в качестве союзной территории, губернатором которой стал Пласиду ди Каштру. 15 июня 1962 года союзная территория Акри стала штатом.
Вооруженный конфликт показал преимущество Бразилии над своими испаноязычными соседями, с которыми она оспаривала территории вдоль рек атлантического бассейна, истоки которых находились в Андах, в организации и доставке вооруженных сил, которые достигали спорных территорий по равнине, в то время как боливийским и перуанским войскам следовало перейти через Анды.